# Tarazjusz (Anton)
Tarazjusz, imię świeckie Peter Anton (ur. 16 marca 1956 w Gary) – grecko-amerykański duchowny prawosławny w jurysdykcji Patriarchatu Konstantynopola, od 2001 metropolita Buenos Aires.

## Życiorys
W 1990 przyjął święcenia diakonatu, a 27 maja 2001 prezbiteratu. 3 czerwca 2001 przyjął chirotonię biskupią.